# 모란봉구역
모란봉구역(牡丹峰區域)은 평양시 중심 구역에 있는 작은 구역으로 모란봉극장과 4.25문화회관, 서평양백화점 등의 사회봉사시설, 개선청년공원 등의 놀이시설이 많이 있다. 그 중 모란봉의 개선공원에 있는 모란봉극장은 당 정책회의와 제1차 남북고위급회담이 벌어졌던 유서깊은 장소이다. 현재는 낡은 건물과 시설로 인하여 리모델링하고 있다. 인구는 2008년을 기준으로 143,404명이다.

## 지리
남쪽은 중구역, 서남쪽은 보통강구역, 서북은 서성구역, 동쪽은 대성구역과 접한다.

## 역사
1960년 10월, 서성구역의 13동과 대성구역의 2동을 분리해 모란봉구역을 신설하였다. 김정일 집권기에 묘향산 지역이 모란봉구역으로 편입되었다.

## 행정 구역
17개의 동으로 구성된다.
- 북새동 (北塞洞)
- 서흥동 (西興洞)
- 인흥 1동 (仁興 1洞)
- 인흥 2동 (仁興 2洞)
- 월향동 (月香洞)
- 진흥동 (進興洞)
- 긴마을 1동 (長村 1洞)
- 긴마을 2동 (長村 2洞)
- 비파 1동 (琵琶 1洞)
- 비파 2동 (琵琶 2洞)
- 민흥동 (民興洞)
- 흥부동 (興富洞)
- 전승동 (戰勝洞)
- 전우동 (戰友洞)
- 개선동 (凱旋洞)
- 성북동 (城北洞)
- 장현동 (長峴洞)